# Tinantia pringlei
Tinantia pringlei là một loài thực vật có hoa trong họ Commelinaceae. Loài này được (S.Watson) Rohweder miêu tả khoa học đầu tiên năm 1962.